# Society for the Prevention of Crime
Die Society for the Prevention of Crime (SPC), deutsch: Gesellschaft zur Verhinderung von Straftaten, wurde 1877 in New York City gegründet. Ab 1894 von Charles Parkhurst geführt, sah die Gesellschaft ihre Aufgabe in der Unterstützung von Strafrechts- und Gesetzesreformen und der Förderung der juristischen Ausbildung. Ferner war sie in der Gefangenenbetreuung tätig. 1894 war sie maßgeblich an der Konstitution und Arbeit des nach dem New Yorker Senator Clarence Lexow benannten Lexow Committee beteiligt, das die Korruption innerhalb der New Yorker Polizei untersuchte. Die 1895 in 5 Bänden veröffentlichten Ergebnisse der Untersuchungskommission umfassen mehr als 10.000 Seiten und trugen maßgeblich zur Niederlage der Tammany Hall bei den New Yorker Wahlen von 1894 und der Wahl des Reformbürgermeisters William Lafayette Strong bei. Ferner wirkte die Gesellschaft in den 1930er-Jahren bei den Ermittlungen der sogenannten Albany Crime Commission mit. Zwischen 1946 und 1948 betrieb sie ein populäres Radioprogramm zur Kriminalitätsbekämpfung. 1948 übernahm die Gesellschaft das Vocational Foundation Bureau zur Arbeitsbeschaffung für auf Bewährung entlassene Straftäter. Seit 1956 beschränkt sich die Tätigkeit der Gesellschaft auf die finanzielle Unterstützung der Columbia Law School im Bereich der Strafrechtsforschung.